# Cancerul metalelor
Cancerul metalelor este un film românesc din 1967 regizat de Doru Cheșu.